# Ca l'Aubert del carrer Panyó, 3
Ca l'Aubert del carrer Panyó és una obra d'Olot (Garrotxa) inclosa a l'Inventari del Patrimoni Arquitectònic de Catalunya.

## Descripció
Casa de planta rectangular, distribuïda segons un eix de simetria central. Disposava de planta baixa, primer pis i golfes, que formen un cos rectangular més enlairat. Les obertures dels baixos són de punt rodó, emmarcades per rajols. Les del primer pis són rectangulars amb un balcó central, emmarcat amb pedra, amb una llinda que porta la data: 1946. A cada costat hi ha una finestra, emmarcades per rajols i elements ornamentals fets amb terracota. Les golfes tenen dos finestres de mig punt unides per un pilar de pedra artificial vermella. El teulat és a dues vessants, amb dos nivells i disposa d'àmplies barbacanes sostingudes per bigues de fusta.

## Història
L'eixample és un projecte promogut per Manuel Malagrida, olotí enriquit a Amèrica. Aquest va encarregar a l'arquitecte J. Roca i Pinet l'elaboració d'una ciutat-jardí, amb zones verdes i xalets unifamiliars. A partir del Passeig de Barcelona i del riu Fluvià, dibuixà una disposició "radiocèntrica" de carrers amb dos focus (la plaça d'Espanya i la d'Amèrica) units pel pont de Colom. Així es varen planejar diferents carrers propers a l'eixample com el Vilanova, el Panyó i d'altres. Seran xalets bastits amb tipologia de l'eixample però realitzats a mitjans del segle xix.